# Adrienne C. Moore
Adrienne C. Moore (Nashville (Tennessee), 14 augustus 1980) is een Amerikaanse actrice en stemactrice.

## Carrière
Moore begon haar acteercarrière in het theater, met name off-Broadway producties.
Haar filmcarrière begon in 2008 met acteren in de film How We Got Over, waarna zij nog meerdere rollen speelde in films en televisieseries. Zij is vooral bekend van haar rol als Cindy Hayes in de televisieserie Orange Is the New Black, waar zij al in 80 afleveringen speelde (2013-heden). In 2015 werd zij voor deze rol genomineerd voor een Image Award in de categorie Uitstekende Actrice in een Bijrol in een Televisieserie. In 2015 en 2016 won zij met de cast van deze televisieserie een Screen Actors Guild Awards in de categorie Uitstekende Optreden door een Cast in een Televisieserie.

## Filmografie

### Films
- 2020 Modern Persuasion - als Denise Jones
- 2019 Wonder Woman: Bloodlines - als Etta Candy (stem)
- 2019 Curious George: Royal Monkey - als Doris (stem)
- 2019 Shaft - als ms. Pepper
- 2016 The Lennon Report - als dokter
- 2008 How We Got Over - als Zion (stem)

### Televisieseries
Uitgezonderd eenmalige gastrollen.
- 2021-2023 Pretty Hard Cases - als Kelly Duff - 32 afl.
- 2013-2019 Orange Is the New Black - als Cindy Hayes - 82 afl.
- 2015 How We Do It - als Monica - miniserie

- Library of Congress Control Number: no2016146569
- Système universitaire de documentation: 22090572X
- Virtual International Authority File: 630147904999779090417